# آرثر براون (لاعب كرة قدم مواليد 1885)
آرثر صامويل براون (6 أبريل 1885 - 27 يونيو 1944) كان لاعب كرة قدم إنجليزي، كان يلعب كمهاجم.

## المهنة
لعب براون في دوري كرة القدم الإنجليزي مع نادي غاينسبورو ترينيتي، نادي شيفيلد يونايتد، نادي سندرلاند، نادي فولهام ونادي ميدلزبره.
تم تتويج براون في مناسبتين من قبل منتخب إنجلترا لكرة القدم.

## روابط خارجية
http://www.englandfootballonline.com/TeamPlyrs/Plyr_B.html
https://www.englandstats.com/player.php?pid=295